# Rhynchospora crispa
Rhynchospora crispa är en halvgräsart som beskrevs av Shirley Gale. Rhynchospora crispa ingår i släktet småag, och familjen halvgräs. Inga underarter finns listade i Catalogue of Life.